# Коксохімічна промисловість

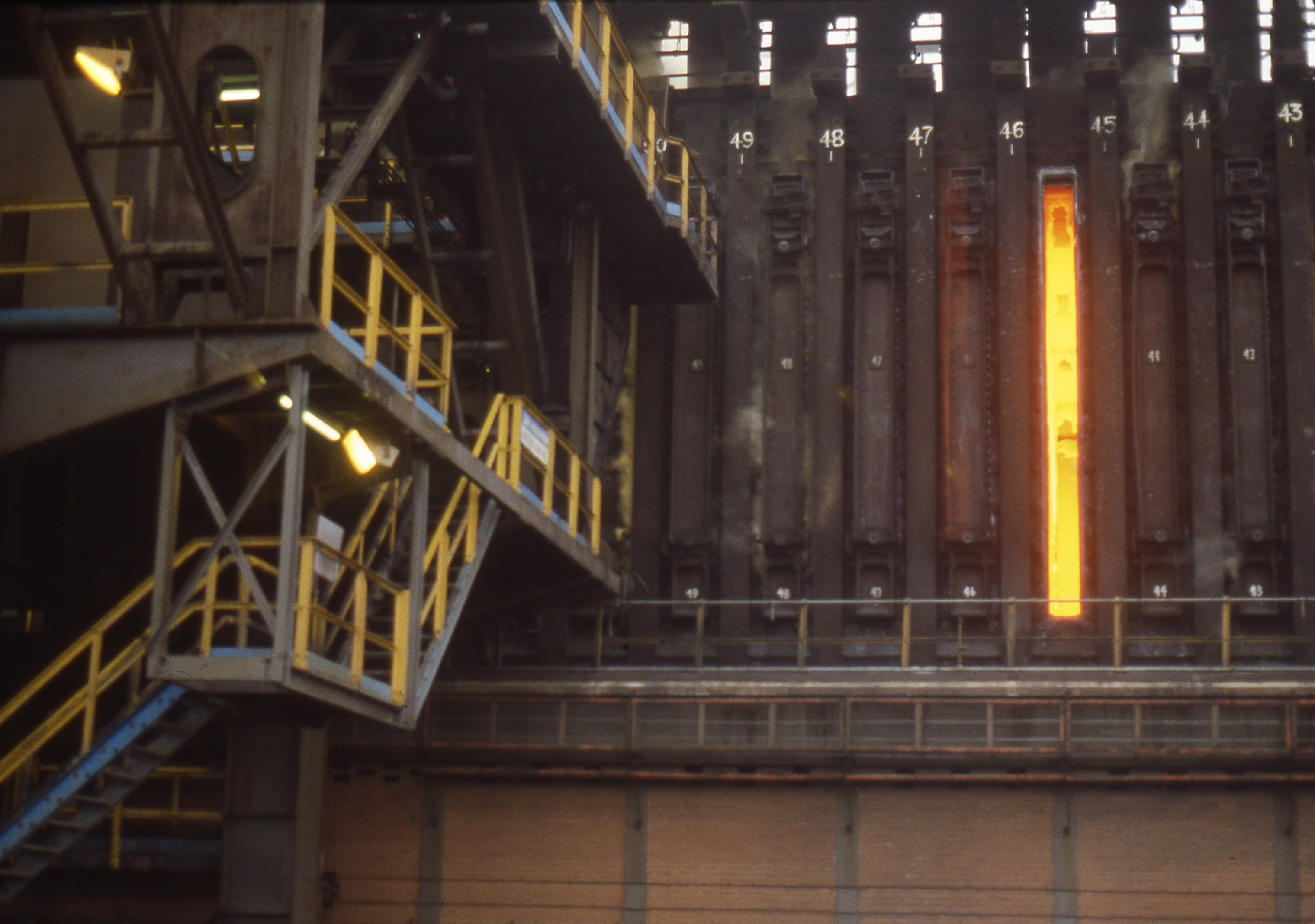
Батареї коксових печей. South Wales

Коксохімі́чна промисло́вість (рос. коксохимическая промышленность, англ. by-product coke industry, нім. Kokereiindustrie f) — галузь важкої промисловості, на підприємствах якої здійснюється хімічна переробка вугілля кам'яного методом коксування.

## Загальний опис
Коксування кам'яного вугілля проводять у коксових печах, коксування важких продуктів
переробки нафти — у металічних кубах або спеціальних
печах. У результаті коксування паливо розкладається з
утворенням летких продуктів і твердого залишку — коксу. З
летких продуктів (коксового газу) одержують кам'яновугільну смолу, аміак, бензол, сірководень, крезол, фенол, нафталін, стирол, ксилол, толуол та ін. Але основний
продукт коксування — кокс, який використовується як відновник і паливо в металургійній промисловості.
Продукцію коксохімії за глибиною переробки можна розділити на групи:
- кокс;
- продукти, що безпосередньо вловлюються з коксового газу (кам'яновугільна смола, бензол, аміак, сірководень і ін.);
- продукти первинної переробки смоли і бензолу;
- продукти вторинної переробки смоли і бензолу.

## Історія
Першу плавку чавуну цілком на коксі вперше було проведено у Великій Британії на початку XVIII століття.
У Російській імперії промислове виробництво коксу почалось у Донбасі у 80-х рр. XIX століття. Коксохімічна промисловість імперії була відсталою галуззю (1913 — 4,4 млн т коксу).
За роки Радянської влади в СРСР створено технічно досконалу коксохімічну промисловість. Збудовано нові коксохімічні заводи, які увійшли до складу металургійних комбінатів у Магнітогорську, Кузнецьку, Нижньому Тагілі, Орську, Руставі. Значно розширено сировинну базу коксохімічної промисловості.
У 1978 за виробництвом коксу СРСР посідав 1-ше місце в світі.
Великого розвитку набула коксохімічна промисловість в Україні. За роки довоєнних п'ятирічок докорінно реконструйовано діючі й збудовано нові коксохімічні заводи — Дніпропетровський, Дніпродзержинський, Ждановський, Горлівський, Комунарський, Макіївський, Запорізький, Криворізький, Єнакіївський, Рутченківський. У 1940 в УРСР було вироблено 15,7 млн т коксу. Високими темпами коксохімічна промисловість республіки розвивалася в післявоєнні роки. В 1979 в Україні у складі виробничого об'єднання «Укркокс» Міністерства чорної металургії УРСР діяло 15 коксохімічних заводів. Найбільші з них: Авдіївський коксохімічний завод імені 50-річчя СРСР, Криворізький коксохімічний завод імені Д. С. Коротченка, Комунарський завод і Ясинівський коксохімічний завод.
В УРСР виробництво коксу 1979 зросло з 1960 року в 1,4 рази. Поліпшилась якість коксу, організовано виробництво нових хімічних продуктів коксування. Підприємства коксохімічної промисловості країни оснащено потужними високопродуктивними динасовими батареями з високим рівнем механізації і автоматизації виробничих процесів, повним уловлюванням газу й хімічних продуктів їх скооперовано з підприємствами чорної металургії, вугільної та хімічної промисловості, що забезпечує раціональне використання коксового газу.
В коксохімічній промисловості значно зросла концентрація виробництва. Якщо 1960 в УРСР середня потужність одного заводу становила 2,0 млн т коксу на рік, то 1979 вона досягла 2,8 млн т.
Основними напрямами подальшого розвитку коксохімічної промисловості є оновлення парку коксових батарей за рахунок будівництва потужних нових і реконструкції ряду діючих; комплексна механізація і автоматизація виробничих процесів; впровадження дистанційного та програмного керування коксовими машинами; розширення вугільної сировинної бази; інтенсифікація існуючих і впровадження нових процесів коксування; здійснення заходів щодо охорони водного й повітряного басейнів від забруднення.
Проблемами розвитку коксохімічної промисловості в Україні займаються Український науково-дослідний вуглехімічний інститут, проектний інститут «Діпрококс» у Харкові та ін.

## Перевезення коксу, горючих сланців, торфу і деревного вугілля
- Кокс — продукт переробки кам'яного вугілля деяких видів. Кам'яновугільний кокс в залежності від розміру шматків ділиться на великий, горішок і дрібниця. Горішок використовується в хімічному виробництві для отримання газу в газогенераторах, коксовий дріб'язок застосовується для опалення парових котлів, для виготовлення брикетів, а також для агломерації руд. Чтоби запобігти змерзання, коксову дрібниця зневоднюють пли проморожують. Коксову дрібниця, що має вологість більше 7 %, зневоднюють, просушуючи гарячим повітрям, гарячими газами в спеціальних установках або витримуючи в відвалах. На морських судах кокс перевозять так само, як і вугілля. При цьому необхідно враховувати, що кокс має велику здатність поглинати вологу і збільшувати через це свою масу (до 20 %). Залізницею кокс вагонах-хоперах, в напіввагонах.

- Горючі сланці являють собою породу, що містить мергель і просочену органічними речовинами. Мораль, в свою чергу, складається з механічної суміші вапняку і глини.

Характерною ознакою сланців є їх шаруватість і властивість розколюватися на плоскі шматки — шари, звідки вони і отримали свою назву. Колір сланців від світло-сірого до чорного, вологість 9-18 %, зольність 40-60 %, насипна маса від 720 до 950 кг / м3. Сланці не використовуються в якості палива через високий вміст золи. Однак зола горючих сланців є цінна сировина для отримання портландцементу. Горючі сланці є також сировиною для промислової переробки і отримання горючого газу, бензину та ін.
- Торф — матеріал органічного походження, що утворюється шляхом повільного розкладання залишків рослин, згниває в болотах в присутності невеликої кількості води при малому доступі повітря. У природному стані вологість торфу 85-90 %, а штучної підсушила доводиться до 15 %. Торф перевозять залізницею в спеціальних торф'яних вагонах, в напіввагонах, на обрешеченное платформах і та спеціальних контейнерах. Насипна маса торфу 500 кг / м3, брикетів — 850 кг / м3.

- Деревне вугілля — це продукт неповного розкладання деревини при сухій перегонці дерева під впливом високої температури без доступу повітря. Деревне вугілля гигроскопичен, свежевижженний вугілля містить 3-5 % вологи. Висока пористість вугілля надає йому сорбционную здатність по-відношенню до газів. Деревне вугілля застосовують у виробництві фарб, пороху "для очищення і знебарвлення рідин (спирту, сиропів). Зберігають деревне вугілля в сухих закритих складах навалом в штабелях. Щоб уберегти вугілля від роздрібненні, висота штабеля не повинна перевищувати 4-4,5 м. При тривалому храпении вугілля подрібнюється і перетворюється в пил. Вугілля-сирець допускається зберігати під навісом. При зберіганні і перевезеннях вугілля захищають від атмосферних опадів. Насипна маса деревного вугілля становить 200 кг / м3.